# 古力李世乭十番棋
古力vs李世乭十番棋由中国围棋协会、江苏恒康家居科技股份有限公司主办。规则：比赛总奖金为税前500万元人民币，胜者全得，负者只能拿到20万人民币；若双方5比5打平，则奖金平分。赛制为十局制，先胜六局者为最终获胜方，比赛即宣告结束。结果李世石6-2获胜独揽500万。采用中国围棋规则，黑贴3又3/4子；用时为每方4小时保留时间，5次1分钟读秒，中午不封盘。 
| 时间           | 局次   | 地点                                    | 胜者   | 结果           |
| -------------- | ------ | --------------------------------------- | ------ | -------------- |
| 2014年1月26日  | 第一局 | 北京康源瑞廷酒店                        | 李世石 | 黑251手中盘胜  |
| 2014年2月23日  | 第二局 | 浙江省平湖市圣雷克大酒店                | 李世石 | 白287手1/4子胜 |
| 2014年3月30日  | 第三局 | 四川成都                                | 古力   | 白222手中盘胜  |
| 2014年4月27日  | 第四局 | 韩国全罗南道新安郡曾岛 艾尔多拉多度假村 | 古力   | 黑179手中盘胜  |
| 2014年5月25日  | 第五局 | 云南香格里拉                            | 李世石 | 黑223手中盘胜  |
| 2014年7月27日  | 第六局 | 安徽六安市金寨县天堂寨                  | 李世石 | 白178手中盘胜  |
| 2014年8月31日  | 第七局 | 西藏拉萨香格里拉酒店                    | 李世石 | 黑237手中盘胜  |
| 2014年9月28日  | 第八局 | 重庆凤凰湾半山俱乐部                    | 李世石 | 白350手1¼子胜  |
| 2014年10月26日 | 第九局 | 江苏                                    |        |                |
| 2014年11月30日 | 第十局 | 安徽芜湖                                |        |                |